# Бакушева, Нина Павловна
Нина Павловна Бакушева (13 июня 1931 — 10 августа 2001) — передовик советского народного образования и просвещения, учитель средней школы № 82 города Горький, Герой Социалистического Труда (1978).

## Биография
Родилась 13 июня 1931 года в Нижнем Новгороде в семье педагогов. В 1939 году поступила в первый класс общеобразовательной школы № 82 Сормовского района, а в 1949 году завершила обучение в школе с золотой медалью.
В 1953 году с отличием завершила обучение на физико-математическом факультете Горьковского педагогического института. По распределению была направлена на 2 года работать в сельскую школу во Владимирской области.
В 1955 году была направлена в командировку на три календарных года в Германскую Демократическую Республику. После возвращения стала работать в родной школе № 82 города Горький. Здесь и проработала до 1991 года учителем математики.
В 1970 году образовательное учреждение получило статус учебного заведения с углублённым изучением математики и физики. Авторские методики преподавания этих предметов демонстрировались на ВДНХ, новаторство учителей отмечалось на самом высоком правительственном уровне. Педагог Бакушева в своей работе применяла новые методики с использованием дидактических и прикладных материалов.
За большие заслуги в деле обучения и коммунистического воспитания учащихся, Указом Президиума Верховного Совета СССР от 27 июня 1978 года Нине Павловне Бакушевой было присвоено звание Героя Социалистического Труда с вручением ордена Ленина и золотой медали «Серп и Молот».
Активно занималась общественной деятельностью. Избиралась депутатом Горьковского областного Совета депутатов, была членом обкома КПСС и делегатом XXVI съезда партии.
В 1991 году и до выхода на заслуженный отдых в 1998 году трудилась на должности методиста в школе № 82, оказывала помощь молодым учителям.
Проживала в городе Нижний Новгород. Умерла 10 августа 2001 года. Похоронена на Ново-Сормовском кладбище.

## Награды
За трудовые успехи была удостоена:
- золотая звезда «Серп и Молот» (27.06.1978);
- орден Ленина (27.06.1978);
- другие медали.
- Заслуженный учитель РСФСР
- Отличник народного просвещения РСФСР